# Compostela
Compostela — японская музыкальная группа, созданная альт-саксофонистом Масами Синодой в 1989 году и исполнявшая музыку в традиционном стиле тин-дон, вводя его в джазовый и роковый контекст. Музыкальный стиль группы представляет собой гибрид разных жанров, основанный на европейской фолк-музыке. Были выпущены три альбома. Группа исполняла композиции собственного сочинения и народные мелодии (в частности, клезмерские), а также обращалась к творчеству различных композиторов, например, Арама Хачатуряна. Критики отмечали, что стиль Синоды в рамках этого ансамбля напоминает переложения госпелов Альбертом Айлером. Деятельность группы прекратилась в 1992 году в связи со смертью Синоды.

## Участники проекта
- Масами Синода[яп.] (篠田昌已) — альт-саксофон
- Сэкидзима Такэро[яп.] (関島岳郎) — туба
- Накао Кандзи (中尾勘二) — кларнет, тромбон, ударные, сопрано-саксофон, тенор-саксофон

## Дискография
- 1990 — Sign of 1 (１の知らせ) (Puff Up)[3]
- 1995 — 歩く人 (Off Note)[5]
- 1997 — Wadachi (Tzadik)[4][6][7]